# Giuseppe Maria Montiglio di Ottiglio e Villanova
Giuseppe Maria Montiglio di Ottiglio e Villanova (Casale Monferrato, 1768 – 1840) è stato un generale e politico italiano, ufficiale veterano delle guerre napoleoniche. Dopo la restaurazione, nel 1815 rientrò in servizio nell'Armata Sarda, e tra il 2 novembre 1831 al 25 luglio 1837 e dal 25 novembre 1837 e il 10 maggio 1840 ricoprì la carica di Viceré, Luogotenente e Capitano generale del Regno di Sardegna.

## Biografia
Nacque a Casale Monferrato nel 1768, primogenito di quattro fratelli che ricoprirono tutti importanti incarichi amministrativi. Quando re Carlo Emanuele IV, lasciò il Piemonte per trasferirsi in Sardegna sotto la protezione della flotta inglese, nel dicembre 1798, il regno fu di fatto sotto il dominio francese. Lasciata l'Armata Sarda entrò in servizio inizialmente nell'esercito della Repubblica Italiana, costituita nel gennaio 1802, dello stesso anno per volere di Napoleone Bonaparte, passando poi a quello del Regno d'Italia. Capo battaglione del III del 111e Regiment d'infanterie de ligne durante la Battaglia di Abensberg (20 aprile 1809), fu elevato allo stato nobiliare di Barone dell'Impero il 5 maggio 1811, e promosso maggiore fu comandante interinale del 111e tra il 6 agosto e il 15 ottobre 1811. Rimasto ferito a Wiasma il 4 novembre 1812, si ammalò e fu inviato al deposito il 13 febbraio 1813. Nominato sottoprefetto di Bobbio, venne decorato con la Croce di Cavaliere della Legion d'onore. Dopo la caduta di Napoleone e la successiva restaurazione, nel 1815 entrò in servizio nella Armata Sarda, dapprima nel Reggimento fanteria di Saluzzo e poi nella Brigata Saluzzo. Nel 1816 fu insignito della Croce di Milite dell'Ordine militare di Savoia. La sua carriera militare continuò brillantemente, Capo di stato maggiore della Divisione militare territoriale di Alessandria nel 1821, promosso maggior generale nel 1823 venne messo a disposizione in quello stesso anno. Ispettore generale della fanteria e cavalleria nel 1830, divenne Intendente generale della guerra nel 1831. In quello stesso anno fu promosso tenente generale e assunse l'incarico di Viceré, Luogotenente e Capitano generale del Regno di Sardegna. Il 18 agosto 1832 emise un pregone che aboliva alcune esemplarità ed esacerbazioni che accompagnavano la pena di morte, e il 1 giugno 1836 un altro in cui sopprimeva la giurisdizione feudale in Sardegna, e il 10 novembre uno per la riorganizzazione dei Consigli Civici del Regno.
Cavaliere di Gran Croce dell'Ordine militare dei Santi Maurizio e Lazzaro nel 1831, ricevette il Gran Cordone nel 1832. Ministro di stato nel 1837, fu insignito della Medaglia Mauriziana per i dieci lustri di servizio militare, e nel 1840 fu insignito dell'Ordine della Santissima Annunziata. Si spense in quello stesso anno.

### Fonti
1. 1 2 3 4 5 6 7 8 9 10  Ilari, Shamà 2008, p. 336.
2. ↑  Museo Torino.
3. ↑   Diario di Roma, 1840,  p. 95. URL consultato il 12 marzo 2021.
4. ↑  I Cavalieri dell'Ordine Supremo della Santissima Annunziata